# Hermann Kurz (Künstler)
Hermann Kurz (* 18. Oktober 1941 in Siegen; † 15. März 2006 in Moers) war ein deutscher Künstler und Grafiker.

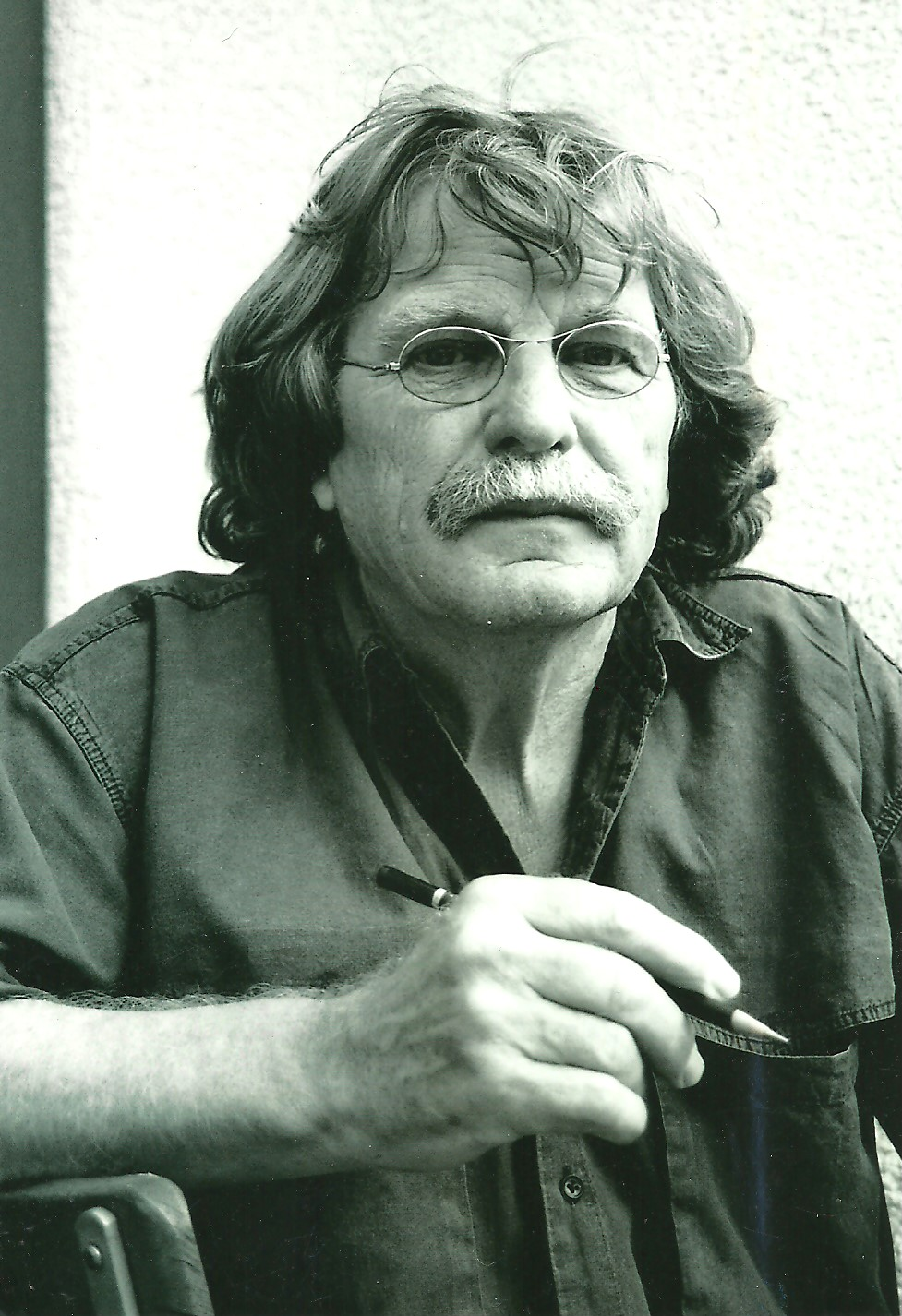
Hermann Kurz im Jahr 2001

## Leben
Hermann Kurz, geboren und aufgewachsen in Eiserfeld bei Siegen, absolvierte von 1956 bis 1958 seine Lehre als Maler und Dekorationsmaler. Ermutigt durch seinen Meister besuchte er während seiner zweijährigen Gesellenzeit dreimal in der Woche die Abendschule für Graphik und Malerei bei Theo Meier-Lippe, einem siegerländischen Maler. In dieser Zeit entstanden Naturstudien und Landschaftsmalereien. Im Jahre 1958 bekam er den ersten Preis beim jugendkünstlerischen Wettbewerb der Fachschule für Grafik und Malerei.

### Studium an der Kunstakademie Düsseldorf
Von 1962 bis 1965 folgte ein Studium an der heutigen Fachhochschule für Gestaltung in Wuppertal bei Ernst Oberhoff und  Werner Schriefers. In dieser Zeit entstanden Figurenbilder, Menschbilder. Ende der 1960er war Hermann Kurz auf der Suche, er suchte stilistische Mittel, um seine Befindlichkeit zu beschreiben. Er experimentierte mit der Zeichnung, die in dieser Zeit zu seinem Hauptanliegen wurden. Im Anschluss folgte von 1965 bis 1970 das Studium an der staatlichen Kunstakademie Düsseldorf bei Walter Breker, Josef Fassbender und Rolf Sackenheim.
Unter Mitwirkung von Eduard Trier (Direktor der Akademie), Joseph Beuys und Norbert Kricke bekam Hermann Kurz im Jahr 1970 die Auszeichnung als Meisterschüler der Kunstakademie.

### Mülheimer Zeit
Nach den Studienjahren erfolgte eine zusätzliche Ausbildung zum Kunsterzieher. So bekam Kurz einen Lehrauftrag an Schulen der Stadt Mülheim an der Ruhr. Im  Mülheimer Stadtteil Selbeck errichtete er ein kleines Atelier. 1974 gründete Hermann Kurz an der Adresse Muhrenkamp 41, in Mülheim an der Ruhr, das „Atelier 41“, in welchem er bis 1980 lebte und arbeitete. Zudem wurde das „Atelier 41“ zu einem Mittelpunkt der Mülheimer Kunstszene, es gab dort zahlreiche Ausstellungen, u. a. auch mit den Künstlern Klaus Wichmann, Hetty Bresser oder zum Beispiel 1975 mit Imre Videk und Raphaël Kleweta.

### Atelier in Duisburg
1980 gab Hermann Kurz sein Mülheimer Atelier auf und bezog ein Atelier der Stadt Duisburg, im Atelierhaus Goldstraße. Weiterhin behielt er seine Lehrertätigkeit für das Fach Kunst am Karl-Ziegler-Gymnasium in Mülheim an der Ruhr und zusätzlich an einer Förderschule in Oberhausen. Zudem unterrichtete er an der Volkshochschule in Mülheim an der Ruhr. Im Auftrag der Stadt entwarf und gestaltete Hermann Kurz im Jahr 1982 vierzehn Betonfiguren. Vier Jahre später nahm er beim Künstleraustausch der Stadt Duisburg mit Künstlern der UdSSR teil. 1989 realisierte er zusammen mit der Duisburger Künstlerin Sigrid Beuting und M. Goppelsröder die einwöchige Kunstaktion zur Universiade in Duisburg. Seine Liebe zur Jazz-Musik ließ ihn ab 1994 zahlreiche Kunstaktionen mit Musikern verwirklichen, u. a. zur Eröffnung des Internationalen Jazzfestivals in Moers, dabei malte er live zur Musik von Jamaaladee Tacuma auf großformatige Leinwand. Es folgten weitere Aktionen, u. a. im Rahmen des Duisburger Stadtfestes, der Jugendkulturtage in Duisburg oder beim „Kunstcocktail“ am Loheider See (Duisburg-Baerl/Rheinberg-Vierbaum).
Sein Werk präsentierte Hermann Kurz immer wieder in Einzel- und Gruppenausstellungen im In- und Ausland.  Eine etwas andere Ausstellung war „MSV goes art“ im Jahr 1997. Darüber schrieb ein Freund von Hermann Kurz, der Historiker  Ludger Heid: „… Seine bevorzugten Motive … waren Spieler, Fußballspieler mit blau-weißen Zebrastreifen auf der Brust … So entstand eine ganze Serie von Bildern, die dem MSV Duisburg gewidmet waren…“ Hermann Kurz war über viele Jahre Stammgast bei den Heimspielen des Clubs.
Sein Atelier im Künstlerhaus (Goldstraße 15) behielt Hermann Kurz bis zu seinem Tod. Sein letztes Lebensjahrzehnt war besonders geprägt durch die schwere und schließlich tödliche Erkrankung seiner Lebensgefährtin Ellen Schellhofer. Selbst schwer erkrankt, verstarb er zwei Jahre später im Alter von 64 Jahren am 15. März 2006 in Moers. Er hinterließ an mannigfaches Werk, welches auf über 3000 Werke geschätzt wurde.
Als Künstler äußerte sich Hermann Kurz nur selten über sein Schaffen, ein nachdenklicher, mit sich ringender Künstler, als Mensch hingegen war er ein ganz anderer, ein extrovertierter und kurzweiliger – so beschrieb ihn Ludger Heid.
Hermann Kurz war Mitglied des Kunstvereins Malkasten in Düsseldorf, der Arbeitsgemeinschaft Kunst in Mülheim an der Ruhr und des Duisburger Künstlerbundes. In Mülheim gründete er während der Zeit des Atelier 41 die Künstlergruppe „Vier“ mit.

## Werk
Der Schwerpunkt des künstlerischen Schaffens von Hermann Kurz lag in den Bereichen Zeichnung, Malerei sowie in der Fertigung von Assemblagen und Objekten. Ein zentrales Thema seines Schaffens war der Mensch.

### Hermann Kurz über seine Kunst
2001 schrieb er selber über seine Kunst:
Zuerst das Material und das Bildformat, dann das Experiment, die Bewegungsskizze, Übersicht der Gestaltung und der erste Strich, der mich festlegt, mit Kontrolle der Fläche. Bewusstseinserweiterung durch angelegte Farbe, Fläche und Bildmaterial führt zu einer Komposition, und die Fläche definiert den Raum des Blattes. Die Arbeiten: Öl auf Papier, Schichtungen, Acryl auf Papier, Aquarell, übereinander gezeichnete Strukturen machen die Sache erfinderisch und transparent. Bei den großformatigen Malereien kommt die Musik – Jazz – dazu; hier wird improvisiert und durch Geschwindigkeit zu einer spontanen Figuration und Entmaterialisierung gefunden.

### Kommentare zum Werk
„Kurz experimentiert. Als Bildträger erscheint nun alles möglich. Die Verwendung der bildnerischen Materialien ergibt sich aus dem Prozess des Gestaltens selbst. In Kurz Arbeiten steckt der Einsatz der ganzen Persönlichkeit, die Körper und Geist im spurenreichen Kampf mit dem Material einsetzt. Unter zupackenden Händen wird die pastöse Materie poetisiert.“
„Er befragt das vorgefundene Material nach seiner Verwendbarkeit für den künstlerischen Prozess. Es entstehen spontan montierte zerbrechlich wirkende Plastiken aus Fundstücken, die er von Reisen mitbringt oder von Spaziergängen neben Zeichnung und Gemälden gleichrangig.“
„Im Zentrum steht die Menschendarstellung. Seine Figuren setzt er in nicht zu definierende Räumlichkeiten. Die Person wird durch überindividuelle Gestaltung zum Zeichen einer gestischen Bewegung und durch ihre Gesichtslosigkeit zur Chiffre für die Anonymität des Einzelnen in der Masse. Ein Thema, das sich wie ein roter Faden durch das Gesamtwerk des Künstlers zieht.“
(Susanne Höper-Kuhn, Kunsthistorikerin, 2001 zur Eröffnung der Retrospektive zum 60. Geburtstag von Hermann Kurz in der Cubus Kunsthalle in Duisburg)
„Hermann ist für mich ein Meister der kleinen Form. Hier ist er ganz zu Hause, hier kann er seine liebevolle, genießende Zuwendung anbringen und ausleben. Hier dekliniert er unterschiedlichste Möglichkeiten, die er dann vereinzelt in die große Form überträgt.“

(Manfred Vogel, 2006 bei der Eröffnung der Gedenkausstellung zum Tode von Hermann Kurz im Künstlerhaus Goldstraße in Duisburg)
Werke von Hermann Kurz befinden sich im Besitz von Privatpersonen und öffentlichen Einrichtungen, wie z. B. Museen.

## Kunstaktionen
Eine Auswahl von Kunstaktionen im öffentlichen Raum, bzw. bei öffentlichen Veranstaltungen:

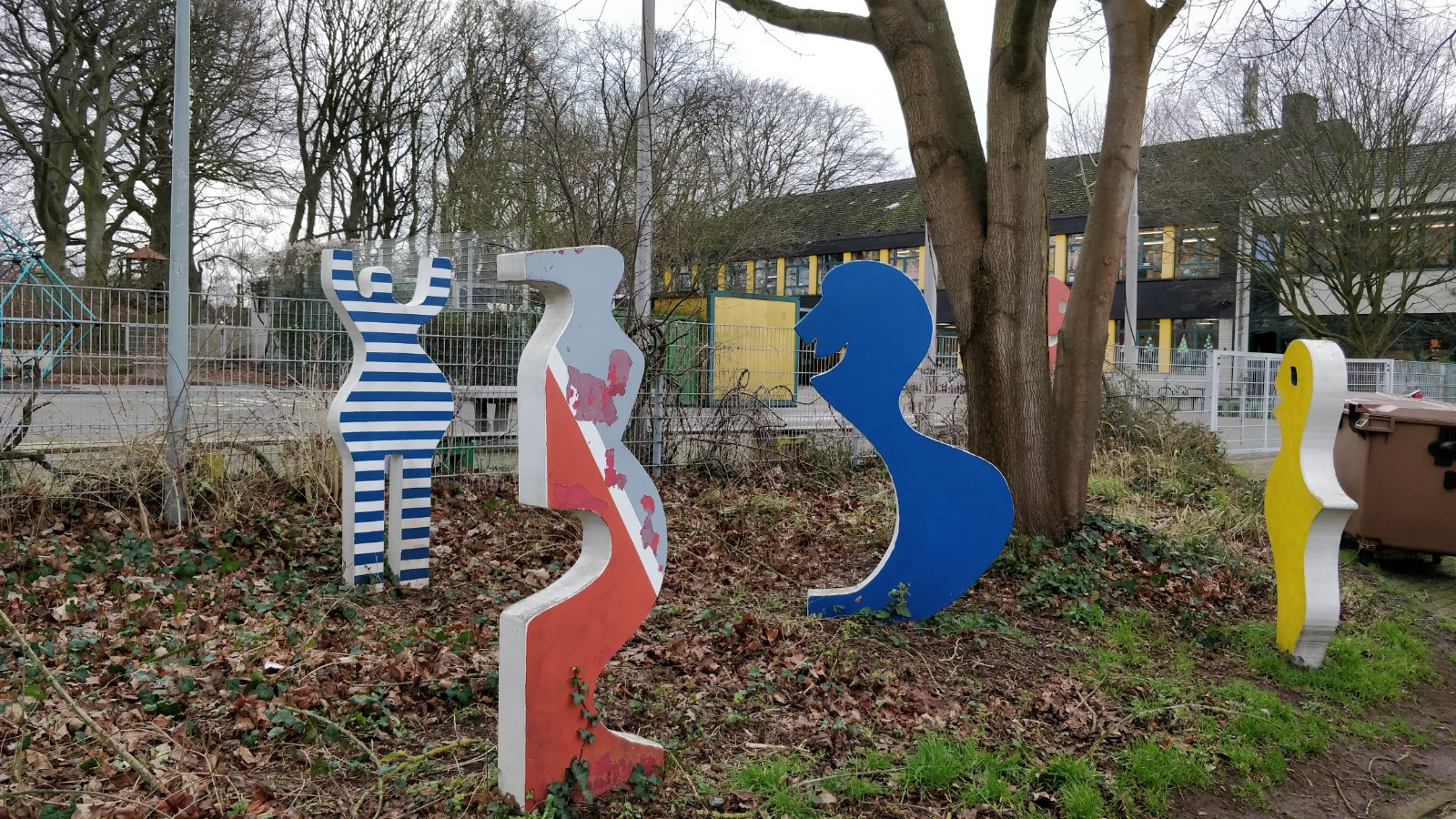
Ein Teil der 1982 entstandenen Figuren von Hermann Kurz vor der Waldschule in Duisburg-Baerl

- 1982: Kunst am Bau, Entwurf und Gestaltung von 14 Betonfiguren in Duisburg-Baerl
- 1986: Künstleraustausch der Stadt Duisburg mit Künstlern der UdSSR in  Moskau, Leningrad und Usbekistan
- 1989: Kunstaktion im Rahmen der Universiade in Duisburg
- 1994: Kunstaktion zur Eröffnung des internationalen Jazzfestivals in Moers mit dem Jazz-Musiker Jamaaladee Tacuma
- 1994: Kunstaktion mit dem Jazztrio „ad hoc“ im Rahmen der Reihe „Junges Tanztheater im Ruhrgebiet“ im Saalbau Witten
- 1995: Kunstaktion mit Jazzmusikern beim Sommerfest der Musikschule Gelsenkirchen
- 1995: Kunstaktion mit der Gruppe „Oil On Canvas“ beim Stadtfest Duisburg
- 1998: Kunstaktion mit Musikern aus sechs verschiedenen europäischen Ländern im Rahmen der Jugendkulturtage der Stadt Duisburg

## Ausstellungen

### Einzelausstellungen
- „Atelier 41“, Mülheim an der Ruhr
- Essener Forum bildender Künstler
- Künstlerverein Malkasten, Düsseldorf
- Landhaus Dreyer, Wuppertal
- Künstlerhaus Goldstraße, Duisburg
- Kundenzentrum der Stadtwerke Duisburg
- „Schwarzer Adler“, Rheinberg
- Retrospektive (1958–2001) in der Cubus Kunsthalle, Duisburg

(Quelle:)

### Gruppenausstellungen
- Kunstmuseum Alte Post, Mülheim an der Ruhr
- Städtische Galerie. Haus Peschken, Moers
- Schloss Lembeck, Mariental
- Wilhelm Lehmbruck Museum, Duisburg
- Portsmouth City Museum Art Gallery
- Pulchri Studio, Den Haag
- Maison d’Art Alsacienne, Straßburg
- Große Düsseldorfer Kunstausstellung NRW[2][3][6]